# José María Palacín
José María Palacín Salgado (San Sebastian, 25 november 1964) is een Spaans voormalig professioneel wielrenner. Tijdens zijn professionele carrière behaalde hij geen enkele overwinning.
Zijn jongere broer Javier Palacín was ook kortstondig professioneel wielrenner.

## Resultaten in voornaamste wedstrijden
| Jaar | Ronde van Italië | Ronde van Frankrijk | Ronde van Spanje |
| ---- | ---------------- | ------------------- | ---------------- |
| 1987 | 130e             |                     |                  |
| 1989 |                  |                     | opgave           |